# FNN仙台放送イブニングニュース
『FNN仙台放送イブニングニュース』（エフエヌエヌせんだいほうそうイブニングニュース）は、1978年10月2日から1988年3月31日まで仙台放送で放送されていた夕方の宮城県向けローカルワイドニュース番組である。
全国ニュースの『FNNニュースレポート6:00』とリンクしていた1978年10月2日から1984年9月28日までは『仙台放送イブニングニュース』であったが、『FNNスーパータイム』が始まった1984年10月1日以降は「FNN」を冠した番組名で放送していた。

## キャスター
- 麦島隆
- 三浦晴道
- 浅見博幸
- 塚原真理子

ほか

## 放送時間
| 期間                          | 期間                          | 放送時間（JST）         | 放送時間（JST）         | 放送時間（JST）         |
| 期間                          | 期間                          | 月曜日 - 金曜日         | 土曜日                  | 日曜日                  |
| ----------------------------- | ----------------------------- | ----------------------- | ----------------------- | ----------------------- |
| 1978年10月2日 - 1984年9月28日 | 1978年10月2日 - 1984年9月28日 | 18:30 - 19:00（30分枠） | 放送なし                | 放送なし                |
| 1984年10月1日 - 1985年3月29日 | 1984年10月1日 - 1985年3月29日 | 18:00 - 19:00（60分枠） | 放送なし                | 放送なし                |
| 1985年04月1日 - 1988年3月31日 | 1985年04月1日 - 1988年3月31日 | 18:00 - 19:00（60分枠） | 18:00 - 18:30（30分枠） | 17:30 - 18:00（30分枠） |